# Ventas (metropolitana di Madrid)
Ventas è una stazione delle linee 2 e 5 della metropolitana di Madrid.
Si trova sotto alla Calle de Alcalá in corrispondenza della Plaza de Toros de Las Ventas, nel distretto di Salamanca. Nonostante il nome, la stazione non si trova nel quartiere di Ventas, ma in quello di La Guindalera.

## Storia
La stazione fu inaugurata il 14 giugno 1924 come capolinea della linea 2. Smise di essere capolinea il 28 maggio 1964 quando la linea fu ampliata fino a Ciudad Lineal.
Il 2 marzo 1970 la linea 5 fu prolungata da Callao fino a Ventas e il tratto della linea 2 che arrivava a Ciudad Lineal fu incorporato nella linea 5. In questo modo la stazione di Ventas tornò ad essere capolinea della linea 2 fino al 16 febbraio 2007 quando fu inaugurato l'ampliamento fino a La Elipa.

## Accessi
Ingresso Ventas (due accessi paralleli)
- Pza. de Toros Calle de Alcalá, 223 (di fronte alla Plaza de Toros)
- Pza. de Toros Calle de Alcalá, 223 (di fronte alla Plaza de Toros)